# 陈健 (1942年)
陈健（1942年2月2日—），男，江苏苏州人，中华人民共和国外交官，曾任联合国副秘书长。

## 生平

### 早年
1942年出生于苏州市，曾就读于上海市三林中学，1964年毕业于复旦大学英语系，之后又于1964年至1966年间在北京外国语学院英语翻译班学习。

### 工作经历
1966年-1971年间于先后任外交部国际司处长、参赞、副司长【1967年9月至1968年9月，外交部国际司科员。1968年9月至1971年10月，外交部干校劳动。1971年10月至1972年9月，外交部国际司科员。1985年9月至1992年9月，外交部国际司处长、参赞、副司长】。1972年-1977年任中国常驻联合国代表团随员，是中国恢复联合国席位后首批派驻联合国的外交官。1980年-1984年期间先后担任中国常驻联合国代表团三秘、二秘、一秘，1984年-1985年间在国际货币基金组织任中国执董办特别助理。1992年-1994年间担任中国常驻联合国副代表，特命全权大使。
回国后于1994年-1996年间先后任外交部新闻司司长，外交部发言人，1996年-1998年又担任外交部部长助理。1998年-2001年被任命为中国驻日本特命全权大使。2001年- 2007年2月9日任主管联合国大会与会议管理部的副秘书长。在此期间2005年兼任“联合国工作人员救助印度洋海啸受灾人民委员会”名誉主席。
现为中国人民大学国际关系学院院长。